# Azerbajdzjans Statliga Symfoniorkester
Azerbajdzjans Statliga Symfoniorkester, (azeriska: Azərbaycan Dövlət Simfonik Orkestri), är Azerbajdzjans nationella symfoniorkester med säte i Baku. Det är en av Azerbajdzjans ledande symfoniorkestrar. Orkestern grundades 1920 av den azerbajdzjanske kompositören Üzeyir Hajibeyov. Det var en av de första orkestrarna i Sovjetunionen och den första nationella orkestern i Azerbajdzjan. Hajibeyov dirigerade också sina egna verk med orkestern under sin tid. Från 1938 till 1984 var Hajibeyovs brorson Niyazi Hajibeyov chefsdirigent för orkestern. Chefsdirigent sedan 1984 är Rauf Abdullayev. Bland gästdirigenterna återfanns många av världens stora dirigenter, bland andra Otto Klemperer, Rhené-Baton, Fritz Stiedry och Nikolai Golovanov.

## Chefsdirigenter
- 1920–1938  Üzeyir Hajibeyov
- 1938–1984  Niyazi Hajibeyov
- 1984– Rauf Abdullayev